# Iñigo Liceranzu Otxoa
Iñigo Liceranzu Otxoa   (Zaldibar, 13 de març de 1959) és un futbolista basc ja retirat, que va jugar com a defensa, i posteriorment entrenador de futbol.

## Biografia
Carrera de club
Nascut a Bilbao, Biscaia, Liceranzu va ser producte del planter de l'Athletic Club. Després de tres anys amb el filial va debutar professionalment amb el veí basc Barakaldo CF, a segona divisió.
Al seu retorn a l'estiu de 1981, Liceranzu es va convertir finalment en titular indiscutible del club, associant-se a Andoni Goikoetxea com a jugador defensiu i essent batejant Rocky a causa de la seva duresa. La temporada 1983–84, quan l'Athletic renovava la seva supremacia estatal, va marcar set gols, el millor rècord de la seva carrera, en 32 partits; el 29 d'abril de 1984, va trobar la xarxa dues vegades en una victòria a casa en el derbi basc contra la Reial Societat (el segon significava el 2-1 final i el gol número 3000 del club a la primera divisió).
Liceranzu es va retirar del futbol l'any 1989 amb només 30 anys, després d'una temporada amb l'Elx CF també al màxim nivell. A finals de la dècada següent esdevingué entrenador, treballant principalment a la seva regió natal: Úbeda CF, Zalla UC, SD Lemona, Amurrio Club, Barakaldo i Zamora CF.

## Carrera internacional
El 30 d'abril de 1985, Liceranzu va obtenir la seva única internacionalitat amb Espanya, jugant tot el partit de fase de classificació pel Mundial de la FIFA 1986 contra Gal·les, que acabà en derrota per 0-3 a Wrexham.

## Palmarès
Athletic de Bilbao
- La Lliga: 1982–83, 1983–84
- Copa del Rei: 1983–84
- Supercopa d'Espanya: 1984